# Колония Товар
Колония Товар (исп. Colonia Tovar) — город в Венесуэле, находящийся на побережье приблизительно в 70 км от Маракай (штат Арагуа). Соседствует с городами Эль Хунквито, Ла Виктория и Маракай. Климат тропический, средняя температура составляет 16 °C. Население составляет около 21 тысяч человек, причём значительная часть — потомки переселенцев из Германии (Кайзерштуль).

## История
В 1843 году из местности Кайзерштуль 358 человек эмигрировали через порт Гавр в Венесуэлу. Выходцы из Эндингена, Форхгайма, Виля и Обербергена расселились на территории современного Товара и занялись мелким подсобным хозяйством, выращиванием овощей и первыми в Венесуэле стали варить пиво. Их дома были построены в стиле фахверк, популярном в Европе и казавшимся странным в Латинской Америке. Сельская община до 1942 года жила в отрыве от внешнего мира, что позволяло немцам долго сохранять свою самобытность и культуру.
В 1964 году,  с началом строительства асфальтированной автодороги в районе, на Товар обратили внимание, что усилило внешнее влияние. За 15 лет (с 2001 по 2016) население города увеличилось в 1,5 раза. Всё чаще налаживаются контакты потомков переселенцев с Германией. Колония Товар стал одной из достопримечательностей Венесуэлы, привлекая множество туристов. Сами потомки переселенцев со временем начинают утрачивать свою самобытность в испаноязычном окружении, однако наиболее старые семьи всё ещё передают свои традиции из поколения в поколение.

## Культура
Находясь в отрыве от Германии и мало контактируя с испаноязычным населением, переселенцы сумели сохранить многие культурные традиции и в некоторой мере усовершенствовать их. Своеобразие немецкой архитектуры в фахверковом стиле сегодня является лишь способом привлечения туристов, когда большая часть потомков переселенцев предпочитает жить в обычных квартирах. В кулинарии преобладают традиционные блюда - кровяная колбаса, рулька, касселер, квашеная капуста, братвурст и блюда из картофеля. К столу часто подают крепкое пиво. Среди традиционных праздников только два имеют особенное значение: 8 апреля — день основания Колонии Товар и 11 ноября — день покровителя Святого Мартина.
Особое место в культуре товарцев занимает их язык алеман колоньеро (Alemán Coloniero), который относится к алеманнским диалектам. Сами жители Товара называют его диалекто (Dialecto), дитч (Ditsch), алеман (Alemán) или патуа (Patua). Этим языком владеют лишь некоторые наиболее консервативные товарцы, принадлежащие, как правило, к старым семьям, не допускающим забвения языка. Большая же часть знает его лишь немного либо вообще им не владеет, предпочитая официальный испанский.

## Галерея
- Отель «Кайзерштуль»
- Граффити на городской стене
- Овощной рынок города